# 小行星953
小行星953（953 Painleva）是一颗围绕太阳公转的小行星。
該小行星以法國數學家、政治人物保罗·潘勒韦命名。

## 参数
这颗小行星的绝对星等为10.30个天文单位，自转周期为10小时。